# Rudolf Lotz
Richard Hugo Rudolf Lotz (* 16. August 1901 in Meiningen; † 28. Oktober 1973 in Eisenach) war ein deutscher Jurist und von April bis Mai 1945 kurzzeitig Oberbürgermeister der Stadt Eisenach in Thüringen.

## Leben
Lotz studierte Jura in Tübingen, Berlin und Jena und promovierte 1926 zum Dr. jur. Seit dem Sommersemester 1920 war er Mitglied der Studentenverbindung A.V. Igel Tübingen. 1926 ließ sich Lotz als Rechtsanwalt in Eisenach nieder und wirkte seit 1932 auch als Notar. 1935 wurde er zum Ratsherrn berufen. Am 19. Juni 1937 beantragte er die Aufnahme in die NSDAP und wurde rückwirkend zum 1. Mai desselben Jahres aufgenommen (Mitgliedsnummer 5.268.895).
Am 4. April 1945 wurde ihm anstelle des zurückgetretenen Herbert Müller-Bowe das Amt des Oberbürgermeisters übertragen. Lotz verhandelte mit den noch am Ort befindlichen deutschen militärischen Dienststellen um eine kampflose Übergabe Eisenachs. Nach dem Rückzug der deutschen Kommandanten und dem Einrücken der Amerikaner übergab er diesen am 6. April 1945 die Wartburgstadt.
Lotz engagierte sich anschließend für eine rasche Normalisierung des Lebens in Eisenach unter der amerikanischen Besatzungsmacht. Er legte sein Amt am 7. Mai 1945 nieder und arbeitete nach dem Ende des Zweiten Weltkrieges wieder als Rechtsanwalt und Notar in Eisenach. Sein Nachfolger als Oberbürgermeister wurde  Ernst Fresdorf.
Von 1954 bis 1972 war Lotz Präsident der Synode der evangelisch-lutherischen Kirche in Thüringen sowie in weiteren kirchlichen Funktionen tätig, unter anderem als Vorsitzender des Verwaltungsrates der Diakonissenhausstiftung Eisenach. Er starb am 28. Oktober 1973 im Alter von 72 Jahren in Eisenach.
Lotz war seit 1927 verheiratet und hatte drei Kinder.